# Thomas Sumter
Thomas Sumter (14. avgust 1734, † 1. junij 1832) je bil ameriški vojaški častnik, plantažnik in politik, ki je služil v kontinentalni vojski kot brigadni general med revolucionarno vojno. Po vojni je bil Sumter izvoljen v Predstavniški dom in v senat, kjer je služil od leta 1801 do 1810, ko se je upokojil. Sumterja so zaradi njegove vojaške taktike med revolucionarno vojno poimenovali "Bojeviti petelin".
Glej tudi:
- Seznam generalov Kontinentalne vojske
- seznam ameriških politikov